# Jaume Freixa Cabestany
Jaume Freixa Cabestany (Reus, 1 d'abril de 1670 - Reus, 2 d'agost de 1747) va ser un comerciant i polític de Reus.
Fill de Jaume Freixa Mas, paraire de Reus, i de Maria Cabestany Espuny, també de Reus, alternà l'ofici de paraire amb la pràctica dels negocis, sobretot els d'importació i exportació d'aiguardents, cosa que l'enriquí ràpidament. Entre el 1721 i el 1723 va tenir arrendats els delmes que l'arquebisbe de Tarragona percebia a Alforja. També per aquesta època comerciava intensament amb Cadis. Es dedicà a comprar terrenys al Camp de Tarragona, sobretot vinyes, i immobles a la ciutat de Reus, que els seus descendents es van anar venent a poc a poc. Entre 1732 i 1734 va ser alcalde de Reus. Ja havia ocupat diverses regidories el 1727 i 1728. L'historiador reusenc Andreu de Bofarull explica que el 1733, com a alcalde, i veient que Reus estava creixent molt als afores dels ravals, que delimitaven les antigues muralles, va ordenar la regularització dels nous carrers que s'urbanitzaven i va comprar a Josep Carreres, un hisendat, uns terrenys a les vores del camí que portava a les basses del Pedró, per poder obrir un nou carrer en línia recta, d'uns 35 pams d'ample, que seria el carrer de Sant Pere d'Alcàntara, després carrer de Llovera.
El 1693 es casà amb Magdalena Cases Sentís, vídua de Reus, amb qui tingué tres fills. El 1701 enviduà i el 1702 es casà amb Magdalena Martí, vídua de Castellvell del Camp. El seu fill, Francesc Freixa i Cases, nascut el 1697 i casat el 1719 amb Teresa Giol i Borràs, de les Borges del Camp, i en segones núpcies amb Maria Clara Tudela, va aconseguir el 8 de maig de 1753 el privilegi de ciutadà honrat de Barcelona. El net, Jaume Freixa i Giol, nascut el 1732, es va casar amb Tecla Veciana i Dosset, germana de Felip Veciana i Dosset, tercer comandant general de les esquadres de Catalunya. El besnet, Francesc Freixa i Veciana, va ser un conegut comerciant reusenc.